# Ecnomus morotus
Ecnomus morotus är en nattsländeart som beskrevs av Banks 1939. Ecnomus morotus ingår i släktet Ecnomus och familjen trattnattsländor. Inga underarter finns listade i Catalogue of Life.